# ニワンゴ

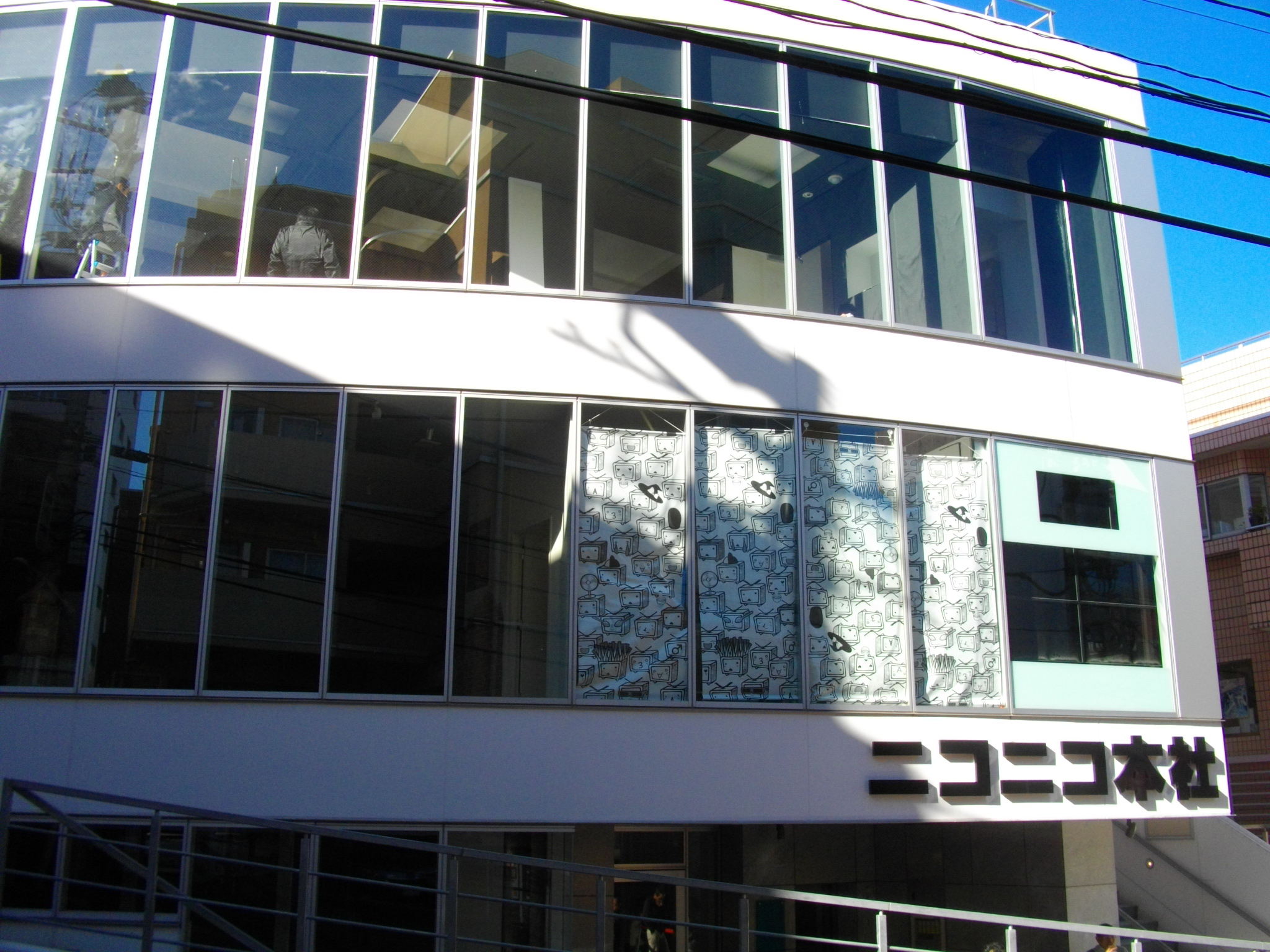
ニワンゴ本社所在地ともなっていた「ニコニコ本社」
（原宿時代、のち池袋へ移転）

株式会社ニワンゴ（英語: Niwango, Inc.）は、かつて存在した東京都中央区に本社を置き動画コミュニティサイトの運営などを手掛けていた企業である。
現在は、ドワンゴに吸収合併されニワンゴが手掛けていた事業もドワンゴが引き継いでいる。

## 概要
2005年11月14日、携帯電話のメール等を利用した各種コンテンツや様々な情報を提供するサービスの企画・制作及び供給業務を目的として株式会社ドワンゴ（75.1%）、有限会社未来検索ブラジル（19.9%）、株式会社CELL（5.0%）の出資により「株式会社ニワンゴ」（本社：東京都中央区日本橋浜町2-31-1）を設立。取締役管理人として2ちゃんねる (2ch.net) 創設者で有限会社未来検索ブラジルの取締役でもある西村博之を迎える。2011年3月に、本社を東京都中央区から東京都渋谷区神宮前1-15-2に移転。2014年5月に本社を東京都渋谷区から東京都中央区に移転。2014年10月に株式会社ドワンゴが株式会社ドワンゴコンテンツを吸収合併し、翌11月には残りの株式を有限会社未来検索ブラジルから取得したため、株式会社ドワンゴの完全子会社となった。
2015年8月31日付の官報にて株式会社ドワンゴが合併公告を掲載、同年10月1日に株式会社ドワンゴが株式会社ニワンゴを吸収合併することを発表した。これにより株式会社ニワンゴは解散し、niconico事業及び携帯電話向けコンテンツ配信サービス事業は株式会社ドワンゴが継承した。

## 社名
社名の由来はドワンゴ広報部によると、「サービスの一部イメージから取っている」。代表の杉本誠司によると、「ニワンゴはメールサービス（後述）の名称」であり、その由来は「西村博之」の「に」からとったという。
社名決定はニコニコ動画の名称決定に先立っており、ニコニコ動画の「ニ」や、「2ちゃんねる」の「2」ではない。

## サービス

### ニコニコ動画
2007年1月16日開始の「ニコニコ動画（β）」から「ニコニコ動画:GINZA」（2015年10月1日）まで運営。
動画共有サービスであるニコニコ動画をパソコン及び携帯電話・スマートフォン向けに提供している。又、ニコニコ動画の関連サービスとしてニコニコ漫画、ニコニコ静画、ニコニコ春画、ニコニコニュースがある。

### SMILEVIDEO
2007年3月6日に「ニコニコ動画（γ）」と同時に開始された動画投稿サイト。2010年10月29日、ニコニコ動画へ統合された。

### 無料メールポータル ニワンゴ
2006年1月16日に開始された無料メールポータルサービス。携帯電話端末でニワンゴのメールアドレスに知りたい情報や言葉をメールで送ると、返信メールで答えてくれるサービスだった。創業当初の主要サービスであったが、2015年2月28日を以て終了した。
- Wikipedia検索

ウィキペディア日本語版の全文検索サービス。2007年2月21日、提供開始が発表された。2007年9月20日、iモードの検索サービスに追加された。
- 2ちゃんねる検索
- 乗り換え案内
- ニコニコ大百科検索
- 天気予報
- 着信メロディ検索
- 小説
- ニワニュース

ほか

### その他
2009年3月～2013年2月にかけて、音楽配信サイト『mF247』の運営を受託していた。